# Janina Walewska
Janina Walewska, pseud. „Hanka” (ur. ok. 1904, zm. 15 maja 1944 w Warszawie) – łączniczka Komendy Głównej Armii Krajowej.

## Życiorys
Była długoletnią pracownicą Polskiego Czerwonego Krzyża w Warszawie. Podczas II wojny światowej i okupacji niemieckiej brała udział w konspiracji niepodległościowej. Była łączniczką w Biurze Finansów i Kontroli Komendy Głównej Armii Krajowej.
Swoje mieszkanie przy ul. 6 Sierpnia 21 oddała do dyspozycji Komendzie Głównej na punkt kontaktowy i przerzutowy środków finansowych dla Armii Krajowej.
15 maja 1944 w czasie przeprowadzonej w mieszkaniu rewizji wykryto skrytki z bronią i dużymi sumami pieniędzy, częściowo w walutach obcych, pochodzących ze zrzutów. Gestapo zorganizowało zasadzkę, do którego wpadło wielu pracowników Biura Finansów i Kontroli, m.in. wykładowca Szkoły Głównej Handlowej w Warszawie dr Andrzej Bieniek (ekonomista) ps. „Krawczyk”, Jadwiga Kruszewska ps. „Wiga”, Izabela Jadwiga Łopuska, Aniela Bernsztejn, Jadwiga Kubiakówna, Halina Mączyńska, Zofia Kamińska, Halina Ochocka. W tej samej sprawie aresztowano też Halinę Sawicką z mężem Lechem oraz córkami Joanną i Iwoną Krugłowską.
Janina Walewska była torturowana przez Niemców na al. Szucha. Nie wydała nikogo, usiłowała popełnić samobójstwo, połykając rozbite szkło od zegarka. Została zakatowana w śledztwie
Pośmiertnie została odznaczona Krzyżem Walecznych.